# 만토바의 작위

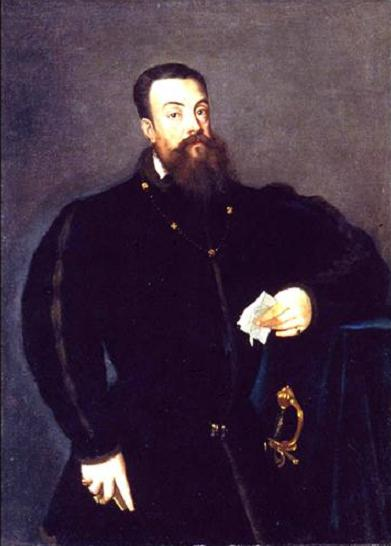
만토바 공작 페데리코 2세 곤차가

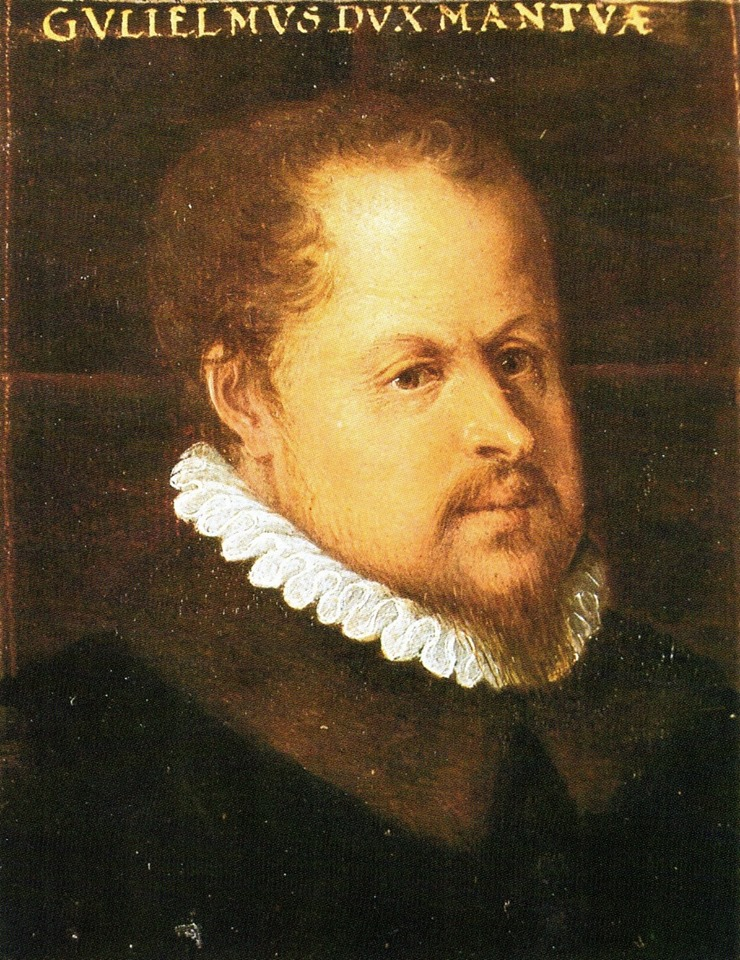
만토바 공작 굴리엘모 곤차가

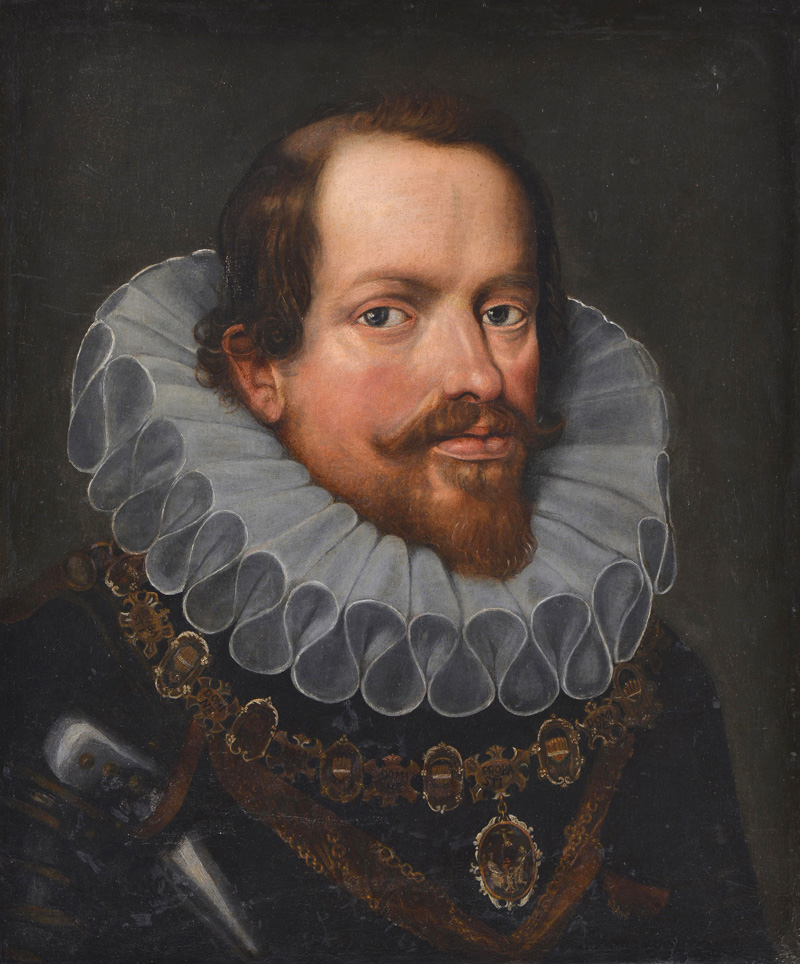
만토바 공작 빈첸초 곤차가

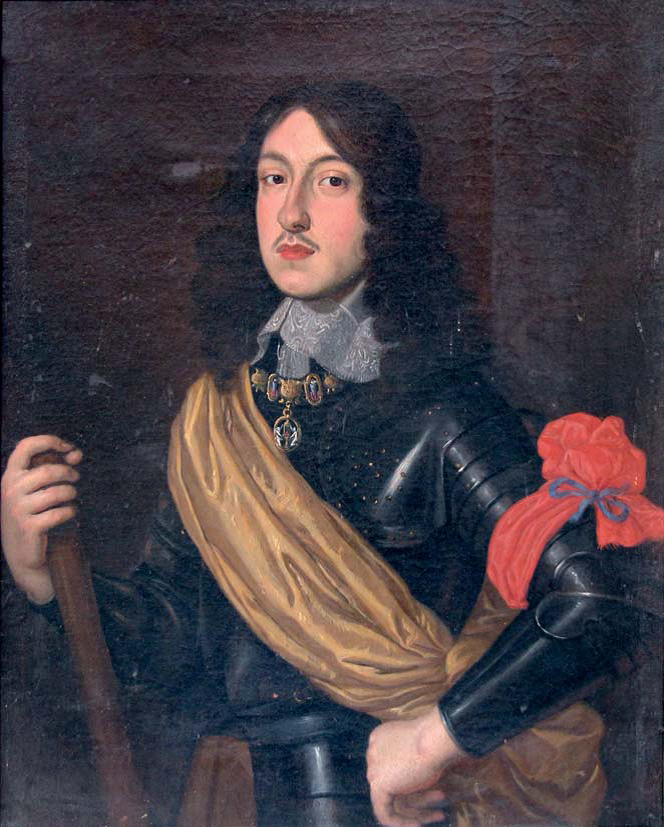
만토바 몬페라토 공작 카를로 2세

만토바 공작은 1328년부터 1708년까지 곤차가 가문이 통치했던 롬바르디아의 만토바 공국의 통치자이다. 곤차가 가문은 처음에는 "민중대장"이라는 칭호로 잔프란체스코 곤차가가 만토바 후작이라는 칭호를 얻은 1433년까지 지배했다. 1530년에 페데리코 2세는 만토바 공작 작위를 수여받았다. 1531년에 가문은 결혼을 통해 몬페라토 후국을 얻어냈다.

## 민중대장
- 루도비코 1세 (1328–60)
- 구이도 (1360–69) : 루도비코 1세의 아들
- 루도비코 2세 (1369–82) : 구이도의 아들
- 프란체스코 1세 (1382–1407) : 루도비코 2세의 아들
- 잔프란체스코 (1407–1433) : 프란체스코 1세의 아들

## 만토바 후작
- 잔프란체스코 (1433–1444) : 초대 만토바 후작
- 루도비코 3세 (1444–78) : 잔프란체스코의 아들
- 페데리코 1세 (1478–84) : 루도비코 3세의 아들
- 프란체스코 2세 (1484–1519) : 페데리코 1세의 아들
- 페데리코 2세 (1519–1530) : 프란체스코 2세의 아들

## 만토바 공작
- 페데리코 2세 (1530–40) : 초대 만토바 공작이자 1536년부터 몬페라토 후작
- 프란체스코 3세 (1540–50) : 페데리코 2세의 아들
- 굴리엘모 1세 (1550–87) : 프란체스코 3세의 아들이자 1574년부터 몬페라토 공작
- 빈첸초 1세 (1587–1612) : 굴리엘모 1세의 아들이며, 그의 딸 엘레오노라는 신성 로마 제국 황제 페르디난트 2세와 혼인한다.
- 프란체스코 4세 (1612) : 빈첸초 1세의 아들
- 페르디난도 1세 (1612–26) : 프란체스코 4세의 아들
- 빈첸초 2세 (1626–27) : 페르디난도 1세의 형제

만토바 공국은 느베르 공작인 방계 가문의 손에 떨어지게 된다.
- 샤를 1세 (1627–37)
- 샤를 2세 (1637–65) :샤를 1세의 손자이며,  — 그의 딸 엘레오노라 곤차가는 신성 로마 제국 황제 페르디난트 3세와 혼인한다.
- 페르디난도 카를로 (1665–1708) : 샤를 2세의 아들

1708년 만토바는 합스부르크의 포위 끝에 함락되며, 곤차가 가문의 통치는 막이 내린다. 몬페라토의 영토는 사보이아 공국에 합병되었다. 황제는 몬페라토를 잃은 대신 곤차가 가문의 모계 계열 후계자에게, 로렌에 테센 공국을 합병시키고, 로렌 공국을 보상으로 주었다.